# Zwischenklauensäckchen

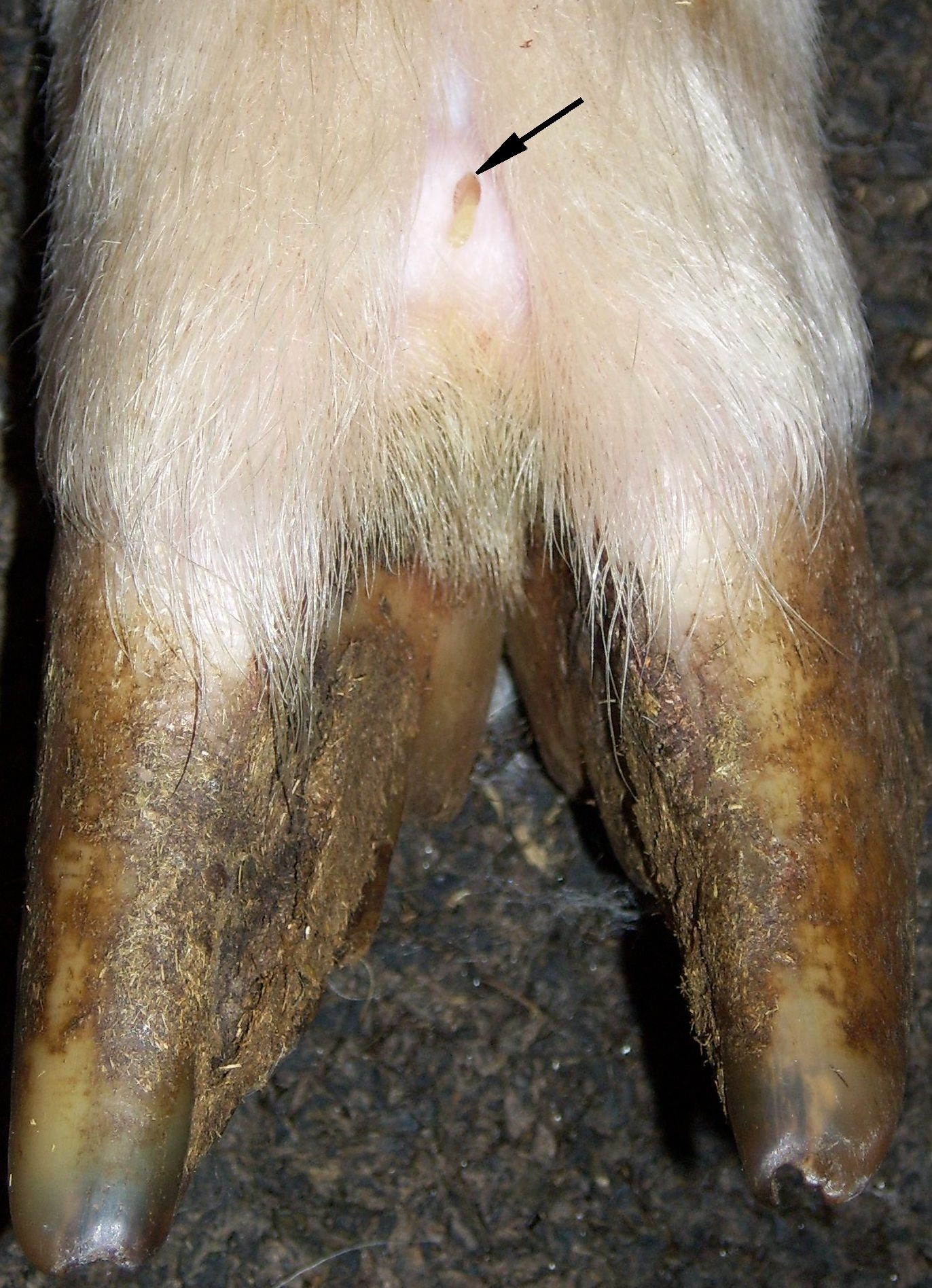
Zwischenklauensäckchen am linken Vorderfuß eines Schafes

Das Zwischenklauensäckchen (lat. Sinus interdigitalis), auch Klauensäckchen oder Interdigitalorgan, ist eine Drüse der Haut oberhalb des Zwischenklauenspalts bei verschiedenen Wiederkäuern. Bei Schafen kommt es an allen vier Füßen, bei Gämse, Hirschen und Reh nur an den Hinterfüßen vor.
In den 3 bis 4 mm weiten Drüsenschlauch münden Talg- und apokrine Schweißdrüsen (Glandulae sinus interdigitalis). Ihr Sekret tritt beim Auftreten aus der Mündung und dient zur Markierung des Trittsiegels.

## Klauenwurm
Eine eitrige Entzündung des Zwischenklauensäckchens wird auch als Klauenwurm bezeichnet und führt zu einer Stützbeinlahmheit und eitrigem Ausfluss. Bei schwerem Verlauf entsteht ein Abszess, der nach einigen Tagen in den Zwischenklauenspalt durchbrechen und auch auf die Klaue übergreifen kann.
Die Behandlung erfolgt durch antiseptische Maßnahmen, Klauenbäder, adstringierende Salben und Antibiotika.